# Jupiter (gud)
 For alternative betydninger, se Jupiter. (Se også artikler, som begynder med Jupiter)
Jupiter (latinsk Iuppiter, genitiv: Iovis) er den øverste gud i den romerske mytologi. Han var oprindelig himmelgud og blev kaldt Jupiter Optimus Maximus som beskytter af den romerske stat og dens ledere. Jupiter var gud over lyn og torden.
Han er meget lig den græske gud Zeus, den etruskiske gud Tinis og til dels den nordiske gud Thor
Planeten Jupiter er opkaldt efter ham, fordi den er solsystemets største.
Jupiter har en datter, Venus, og er gift med sin kone Juno.